# Zákon desátku (mormonismus)

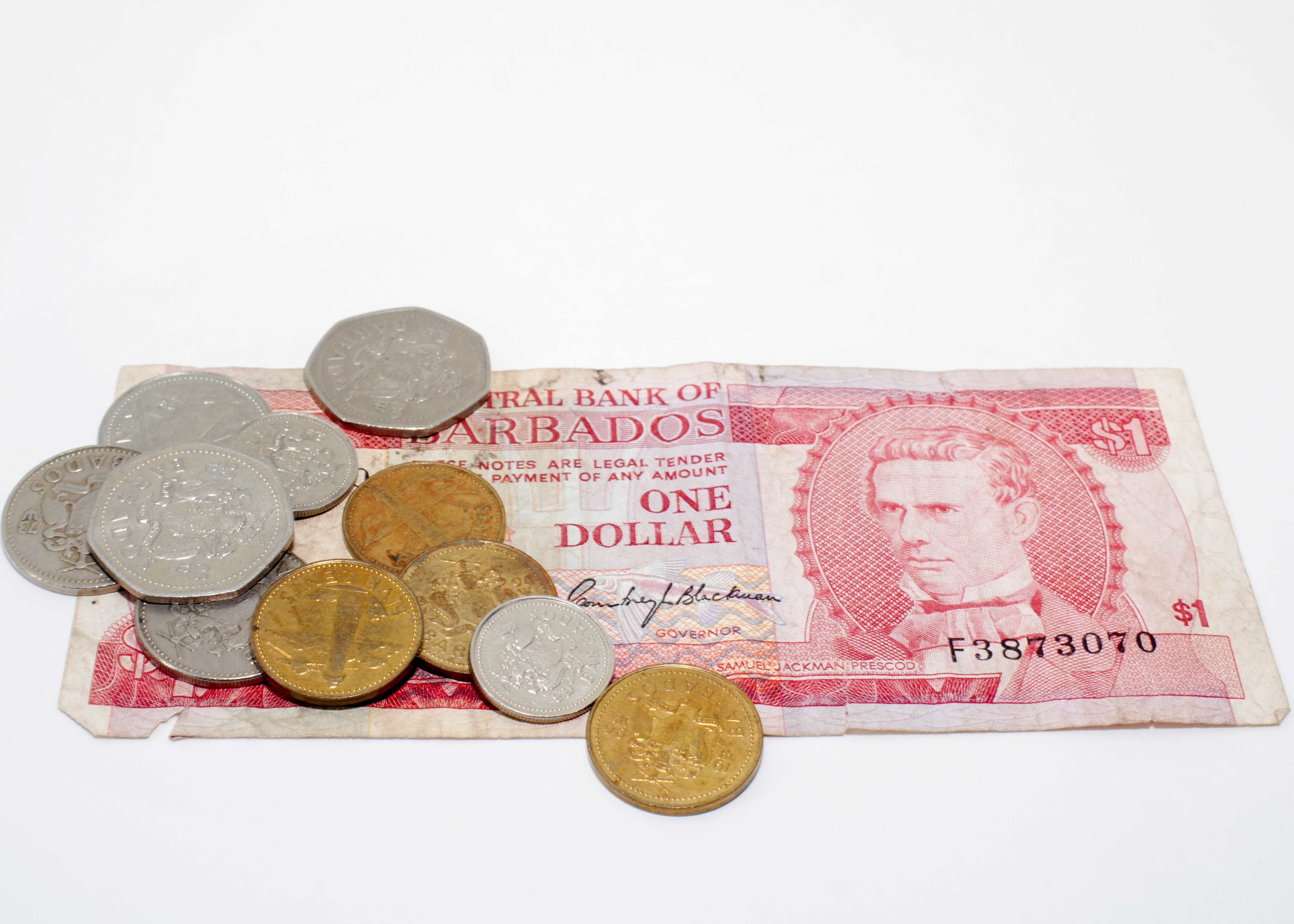
Zákon desátku učí odevzdávat 10% svého příjmu církvi

Zákon desátku je v rámci mormonismu (zvláště CJKSPD) jedním z Božích přikázání. Vyžaduje na členovi, aby odváděl 10% ze svého platu (nebo jakýchkoliv jiných peněz, které získá) církvi. Desátek je kromě podnikatelských aktivit Korporace prezidenta CJKSPD jediným zdrojem příjmů největší mormonské odnože, Církve Ježíše Krista Svatých Posledních dnů.

## Učení
Církev učí, že placení desátku je jedním ze způsobů, jak mohou členové poděkovat Bohu. Placením desátku a obětí "ukazujeme, že Boha milujeme". Placením desátku členové projevují svou věrnost Bohu a církvi. Církevní učebnice vyzývají rodiče, aby Zákon desátku učili už svoje děti. Ty pak budou chtít následovat náš příklad a platit desátek ze všech peněz, které získají. Je obvyklé, že i malé děti platí desátek ze svého kapesného nebo výdělku. Poselství prvního předsednictva církve o desátku obsahují pasáže, určené speciálně pro děti. 
Církev učí, že pokud člověk platí desátek bez radosti, okrádá se o část požehnání. Musí se naučit platit desátek vesele, ochotně a radostně. Ten, kdo platí plný desátek, nikdy neodpadne od církve a jejího učení a je chráněn od Satanových pokušení. Kdo tak nečiní, není hoden dědictví v Sionu.
CJKSPD učí, že člověk nemůže být spasen v nebeském království a dojít oslavení bez toho, aby platil desátek. Podle placení desátku se pozná, kdo je součástí Království Božího a kdo je proti němu.

## Desátek v Písmech
Mormoni věří, že Zákon desátku byl zjeven ve starých dobách i moderní době.

### Starý zákon
Leviticus 27:30
"Všechny desátky země z obilí země a z ovoce stromů budou Hospodinovy; jsou svaté Hospodinu."

Malachiáš 3:8-12
 "Smí člověk okrádat Boha? Vy mě okrádáte. Ptáte se: »Jak tě okrádáme?« Na desátcích a na obětech pozdvihování. Jste stiženi kletbou proto, že mě okrádáte, celý ten pronárod! Přinášejte do mých skladů úplné desátky. Až bude ta potrava v mém domě, pak to se mnou zkuste, praví Hospodin zástupů: Neotevřu vám snad nebeské průduchy a nevyleji na vás požehnání? A bude po nedostatku. Kvůli vám se obořím na škůdce, aby vám nekazil plodiny země, abyste na poli neměli neplodnou vinnou révu, praví Hospodin zástupů. Všechny národy vám budou blahořečit a stanete se vytouženou zemí, praví Hospodin zástupů."

## Praxe v CJKSPD
Každý zájemce o členství musí v CJKSPD projít misionářskými lekcemi, z nichž jedna pojednává o Zákonu desátku a postních obětech. Každý zájemce o křest se musí zavázat, že bude po svém křtu dodržovat Zákon desátku.
Desátek lze odvádět jednou za měsíc, stejně jako jednou za rok. Na konci každého roku při tzv. pohovorech o vyrovnání desátku by se měl každý člen setkat s prezidentem odbočky (či s biskupem v případě většího sboru), který se ptá na otázky, související s placením desátku. Desátky se platí neveřejně a informace o darech se uchovávají v přísné důvěrnosti. Jsou zaznamenány v církevní databázi a přístup k nim mají pouze církevní vedoucí. Desátek lze odepsat z daní.
Prakticky jsou všechny desátky majetkem Korporace prezidenta CJKSPD. Předsednictvo církve spolu s Kvorem 12 apoštolů a předsedajícím biskupem církve dohlíží na přerzdělování a používání těchto peněz.

### Důsledky neplacení desátku
V CJKSPD není možné vyloučit člena na základě neplacení desátku. Nemůže však být povolán do některých církevních povolání, zvláště ve vedení odboček. Bez placení desátku také není možné vstoupit do chrámu a přijmout Obdarování.

## K čemu desátek slouží
Církev ve svých brožurách popisuje, k čemu slouží peníze z desátku:
1. Budování, udržování a provozování chrámů, sborových domů a dalších budov.
2. Poskytování provozních prostředků kůlům, sborům a dalším jednotkám Církve.
3. Pomáhání misionářskému programu.
4. Vzdělávání mladých lidí v církevních školách, seminářích a institutech.
5. Tištění a distribuce učebních materiálů.
6. Pomáhání při práci na rodinné historii (genealogii) a chrámové práci.

## Kontroverze

### Indoktrinace dětí
Vzdělávací institut ochrany dětí pod vedením Evropské unie a Ministerstva školství a tělovýchovy vydal brožuru, v níž varuje před indoktrinací dětí v sektách. Konkrétně je zmíněna Církev Ježíše Krista Svatých Posledních dní a její důraz na placení desátku u dětí.

### Základní potřeby
Kontroverze vyvolalo prosincové vydání církevního časopisu Ensign v roce 2012, kde se doslova psalo:
 "Pokud placení desátku znamená, že nemůžete zaplatit účet za vodu nebo elektřinu, pak zaplaťte desátek. Pokud placení desátku znamená, že nemůžete zaplatit nájem, pak zaplaťte desátek. Pokud placení desátku znamená, že nemáte dost peněz na nakrmení vaší rodiny, pak přesto zaplaťte desátek."

Církev se k tomuto výroku vyjadřuje na své apologetické stránky FairMormon.